# Leucania simplaria
Leucania simplaria là một loài bướm đêm trong họ Noctuidae.